# Meridià 44 a l'oest
El meridià 44 a l'oest de Greenwich és una línia de longitud que s'estén des del pol Nord travessant l'oceà Àrtic, Groenlàndia, Amèrica del Sud, l'oceà Atlàntic, l'oceà Antàrtic, i l'Antàrtida fins al pol Sud.
El meridià 44 a l'oest forma un cercle màxim amb el meridià 136 a l'est. Com tots els altres meridians, la seva longitud correspon a una semicircumferència terrestre, uns 20.003,932 km. Al nivell de l'Equador, és a una distància del meridià de Greenwich de 4.898 km.

## De Pol a Pol
Començant en el pol Nord i dirigint-se cap al pol Sud, aquest meridià travessa:
| Coordenades                             | País, territori o mar | Notes |
| --------------------------------------- | --------------------- | --- |
| 90° 0′ N, 44° 0′ O / 90.000°N,44.000°O  | Oceà Àrtic            | |
| 83° 41′ N, 44° 0′ O / 83.683°N,44.000°O | Mar de Lincoln        | |
| 83° 14′ N, 44° 0′ O / 83.233°N,44.000°O | Groenlàndia           | |
| 82° 50′ N, 44° 0′ O / 82.833°N,44.000°O | Fiord J.P. Koch       | |
| 82° 46′ N, 44° 0′ O / 82.767°N,44.000°O | Groenlàndia           | |
| 82° 25′ N, 44° 0′ O / 82.417°N,44.000°O | Fiord Nordenskiöld    | |
| 82° 18′ N, 44° 0′ O / 82.300°N,44.000°O | Groenlàndia           | Continent |
| 60° 10′ N, 44° 0′ O / 60.167°N,44.000°O | Prins Christian Sund  | |
| 59° 58′ N, 44° 0′ O / 59.967°N,44.000°O | Groenlàndia           | Illes Sangmissoq i Itilleq |
| 59° 49′ N, 44° 0′ O / 59.817°N,44.000°O | Oceà Atlàntic         | |
| 2° 38′ S, 44° 0′ O / 2.633°S,44.000°O   | Brasil                | Maranhão Piauí — 6° 46′ S, 44° 0′ O / 6.767°S,44.000°O estat de Bahia — 10° 25′ S, 44° 0′ O / 10.417°S,44.000°O Minas Gerais — 14° 16′ S, 44° 0′ O / 14.267°S,44.000°O, passa a l'oest de Belo Horizonte (a 19° 55′ S, 43° 56′ O / 19.917°S,43.933°O) Rio de Janeiro — 22° 10′ S, 44° 0′ O / 22.167°S,44.000°O |
| 22° 57′ S, 44° 0′ O / 22.950°S,44.000°O | Badia de Sepetiba     | |
| 23° 5′ S, 44° 0′ O / 23.083°S,44.000°O  | Brasil                | Rio de Janeiro — Restinga da Marambaia (banc de sorra) |
| 23° 6′ S, 44° 0′ O / 23.100°S,44.000°O  | Oceà Atlàntic         | |
| 60° 0′ S, 44° 0′ O / 60.000°S,44.000°O  | Oceà Antàrtic         | |
| 78° 16′ S, 44° 0′ O / 78.267°S,44.000°O | Antàrtida             | Antàrtida Argentina, reclamat per Argentina · Territori Antàrtic Britànic, reclamat per Regne Unit |